# Mistrzostwa NCAA Division I w Zapasach w 1971
Mistrzostwa NCAA Division I w zapasach rozgrywane były w Auburn w dniach 25–27 marca 1971 roku. Zawody odbyły się w Memorial Coliseum, na terenie Auburn University.

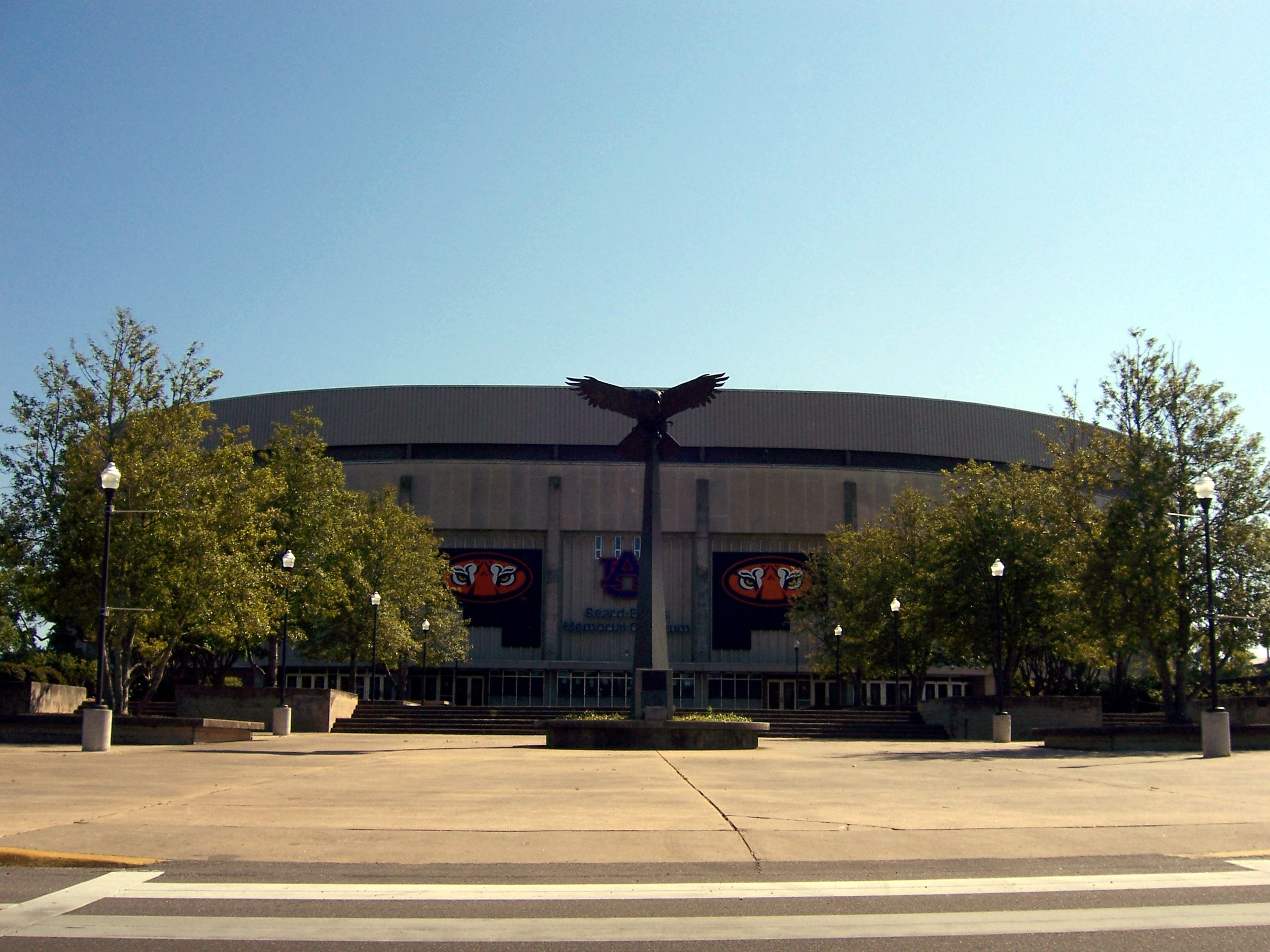
Hala

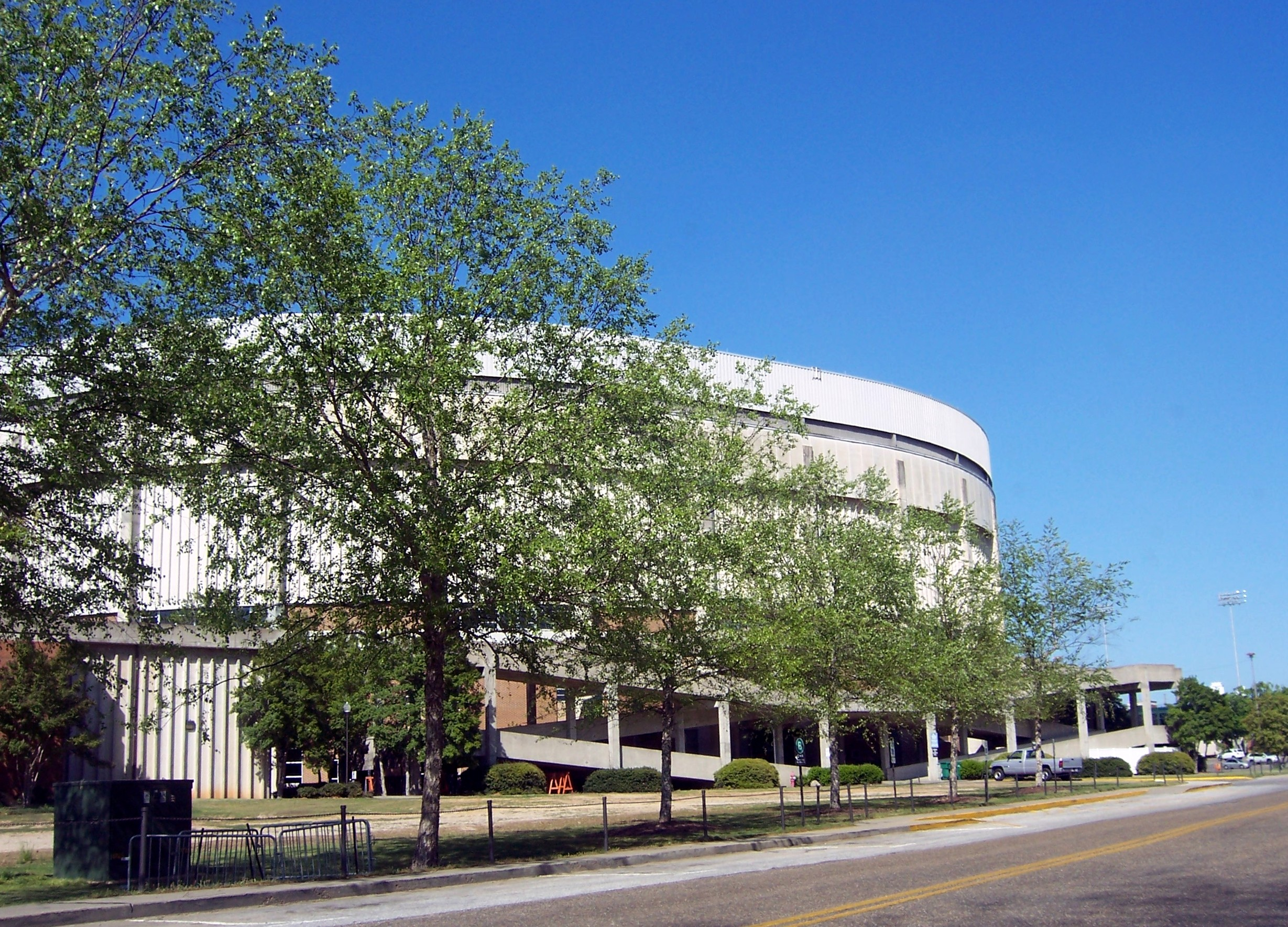
Hala

- Outstanding Wrestler – Darrell Keller

## Wyniki

### Drużynowo
| Kolejność | Szkoła                        | Zespół        |
| --------- | ----------------------------- | ------------- |
| 1.        | Oklahoma State University     | Cowboys       |
| 2.        | Iowa State University         | Cyclones      |
| 3.        | Michigan State University     | Spartans      |
| 4.        | Oregon State University       | Beavers       |
| 4.        | Pennsylvania State University | Nittany Lions |
| 6.        | University of Oklahoma        | Sooners       |

### All American

#### 118 lb
| Lp. | Zawodnik       | Szkoła         |
| --- | -------------- | -------------- |
| 1.  | Greg Johnson   | Michigan State |
| 2.  | Tom Schuler    | Navy           |
| 3.  | Gary Breece    | Oklahoma       |
| 4.  | Ray Stapp      | Oklahoma State |
| 5.  | Kirt Donaldson | Air Force      |
| 6.  | Dale Brumit    | Arizona        |

#### 126 lb
| Lp. | Zawodnik       | Szkoła         |
| --- | -------------- | -------------- |
| 1.  | Yoshiro Fujita | Oklahoma State |
| 2.  | Ken Donaldson  | Air Force      |
| 3.  | Greg Surenian  | Lehigh         |
| 4.  | John Meikle    | UCLA           |
| 5.  | Mark Massery   | Northwestern   |
| 6.  | Jim Hagan      | Michigan       |

#### 134 lb
| Lp. | Zawodnik      | Szkoła         |
| --- | ------------- | -------------- |
| 1.  | Roger Weigel  | Oregon State   |
| 2.  | Dwayne Keller | Oklahoma State |
| 3.  | Phil Parker   | Iowa State     |
| 4.  | Larry Rippey  | Lock Haven     |
| 5.  | Laron Hansen  | Brigham Young  |
| 6.  | Bill James    | US Army        |

#### 142 lb
| Lp. | Zawodnik       | Szkoła                |
| --- | -------------- | --------------------- |
| 1.  | Darrell Keller | Oklahoma State        |
| 2.  | Larry Owings   | Washington            |
| 3.  | Leandro Torres | California Poly-State |
| 4.  | Lloyd Keaser   | Navy                  |
| 5.  | Tim Whitaker   | Kent State            |
| 6.  | Richard Bacon  | Western Michigan      |

#### 150 lb
| Lp. | Zawodnik        | Szkoła         |
| --- | --------------- | -------------- |
| 1.  | Stan Dziedzic   | Slippery Rock  |
| 2.  | Jay Arneson     | Oklahoma State |
| 3.  | Don Stone       | Penn State     |
| 4.  | Jarrett Hubbard | Michigan       |
| 5.  | Don Pleasant    | Washington     |
| 6.  | Paul Gillespie  | West Chester   |

#### 158 lb
| Lp. | Zawodnik      | Szkoła                |
| --- | ------------- | --------------------- |
| 1.  | Carl Adams    | Iowa State            |
| 2.  | Mike R. Jones | Oregon State          |
| 3.  | Bruce Trammel | Ohio                  |
| 4.  | John Finch    | California Poly-State |
| 5.  | Larry Laush   | Oklahoma              |
| 6.  | Hajime Shinjo | Washington            |

#### 167 lb
| Lp. | Zawodnik       | Szkoła         |
| --- | -------------- | -------------- |
| 1.  | Andy Matter    | Penn State     |
| 2.  | Steve Shields  | Lehigh         |
| 3.  | Junior Johnson | Portland State |
| 4.  | Tom Corbin     | Oklahoma       |
| 5.  | Eric Bates     | Illinois State |
| 6.  | Joe George     | Nebraska       |

#### 177 lb
| Lp. | Zawodnik         | Szkoła             |
| --- | ---------------- | ------------------ |
| 1.  | Geoff Baum       | Oklahoma State     |
| 2.  | Al Nacin         | Iowa State         |
| 3.  | Russ Johnson     | Ohio State         |
| 4.  | Dave Van Meveren | New Mexico         |
| 5.  | Jim Crumley      | Oregon State       |
| 6.  | Bill Demaray     | North Dakota State |

#### 190 lb
| Lp. | Zawodnik       | Szkoła         |
| --- | -------------- | -------------- |
| 1.  | Ben Peterson   | Iowa State     |
| 2.  | Vince Paolano  | Syracuse       |
| 3.  | Bill Bragg     | Colorado       |
| 4.  | Dave Ciolek    | Michigan State |
| 5.  | Ritchie Starr  | Harvard        |
| 6.  | Tom Hutchinson | Lehigh         |

#### UNL
| Lp. | Zawodnik           | Szkoła         |
| --- | ------------------ | -------------- |
| 1.  | Greg Wojciechowski | Toledo         |
| 2.  | Dave Joyner        | Penn State     |
| 3.  | Jim Shields        | Oklahoma State |
| 4.  | Wayne Karney       | Portland State |
| 5.  | Ben Lewis          | Michigan State |
| 6.  | Bill Luttrell      | Oklahoma       |